# Giselli Monteiro
Giselli Monteiro (Espirito Santo, 16 de noviembre de 1988) es una modelo y actriz de Bollywood nacida en Brasil y nacionalizada india. Hizo su debut en el cine interpretando a "Harleen Kaur" en la película de 2009 Love Aaj Kal dirigida por Imtiaz Ali.

## Biografía
Monteiro nació en Espirito Santo, Brasil. Comenzó su carrera como modelo a la edad de diecisiete años y viajó a Italia, Alemania, Francia, Grecia, Hong Kong, Singapur, Tailandia y Filipinas. Se mudó a Bombay, India, en 2008. Comenzó su carrera como actriz en Bollywood, interpretando el papel de la antigua mujer Punjabi, Harleen Kaur, en Love Aaj Kal de Imtiaz Ali, que también tiene como protagonistas a Saif Ali Khan y Deepika Padukone. Fue intencionalmente mantenida en secreto durante la promoción de la película. Tras el lanzamiento de la película se reveló su identidad y también se reveló que se había acercado a Ali a través de la diseñadora Anaita Shroff Adajania para audicionar para el papel de Jo, la novia caucásica de Saif Ali Khan en la segunda mitad de la película, pero finalmente tomó el papel de Harleen. También ha actuado en las películas Always Kabhi Kabhi de 2011 y Pranaam Walekum de 2015.

## Filmografía
| Año  | Cinta              | Rol              | Notas                                                      |
| ---- | ------------------ | ---------------- | ---------------------------------------------------------- |
| 2009 | Love Aaj Kal       | Harleen Kaur     | Nominación a los premios Star Screen por actriz revelación |
| 2011 | Always Kabhi Kabhi | Aishwarya Dhawan |                                                            |
| 2015 | Pranaam Walekum    |                  |                                                            |